# Територијална агенда
Територијална агенда је нови кровни документ Европске уније из области просторног планирања. Овај документ је уследио након доношења и постепене имплементације Перспективе просторног развоја ЕУ из 1999. године, Водећих смерница за просторни развој европског континента од стране ЦЕМАТа 2000. године, успешне реализације низа пројеката у оквиру инцијативе Интеррег и истраживања у оквиру програма ЕСПОН (Европска мрежа опсерваторија просторног планирања). Територијална агенда је усаглашена за време немачког председавања Европском унијом током неформалног министарског састанка о урбаном развоју и територијалној кохеизији у Лајпцигу 24. и 25. маја 2007. године. Територијална агенда има осам страна на којима су одређени задаци, циљеви и основне активности за њено остваривање, а заснива се на аналитичком документу под називом Стање и перспективе развоја ЕУ.
Задаци просторног развоја ЕУ дефинисани у Територијалној агенди:
- јачање територијалне кохезије
- јачање регионалног идентитета, боље коришћење просторне разноликости

Циљеви просторног развоја постављени у Територијалној агенди:
- јачање полицентричног развоја и иновација кроз умрежавање градова-региона и других градова
- нови облици партнерства и територијалног управљања између руралних и урбаних подручја
- промоција конкурентних и иновативних регионалних кластера у Европи
- подршка јачању трансевропских мрежа
- промовисање трансевропског управљања ризицима, укључујући и ризике од утицаја климатских промена
- јачање еколошке структуре и културних ресурса као додатна вредност развоја

Спровођење Територијалне агенде:
- активности институција Европске уније
- активности намењене тешњој сарадњи између Европске комисије и држава чланица ЕУ
- активности намењене јачању територијалне кохезије у државама чланицама ЕУ
- заједничке активности министара

За време мађарског председавања ЕУ, Годолу 19. маја 2011. године, ревидирана је Територијална агенда из 2007. године и усклађена са циљевима и приоритетима стратегије Европа 2020. Као основни изазови и потенцијали у ревидираној агенди су наведени: 
- глобализација и економска криза
- европске интеграције и међурегионална зависност
- демографски и социјални диверзитет, сегрегација и рањиве групе
- климатске промене и заштита животне средине
- енергетика
- губитак биодиверзитета, очување природне и културне баштине и предела.

Територијална агенда ЕУ 2030 усвојена је у децембру 2020. године. У оквиру две теме наводи се 6 изазова:
- Праведна Европа која нуди будуће перспективе за сва места и људе
  - уравнотеженији територијални развој који користи европски диверзитет
  - конвергентан локални и регионални развој, мање неједнакости међу местима
  - лакши живот и рад преко државних граница
- Зелена Европа која штити заједничко живљење и обликује друштвену транзицију
  - боље живљење у складу са екологијом, климатским променама и резилијентношћу градова и региона
  - јаке и одрживе локалне економије у глобализованом свету
  - одржвита дигитална и физичка повезност места